# Oli de blat de moro

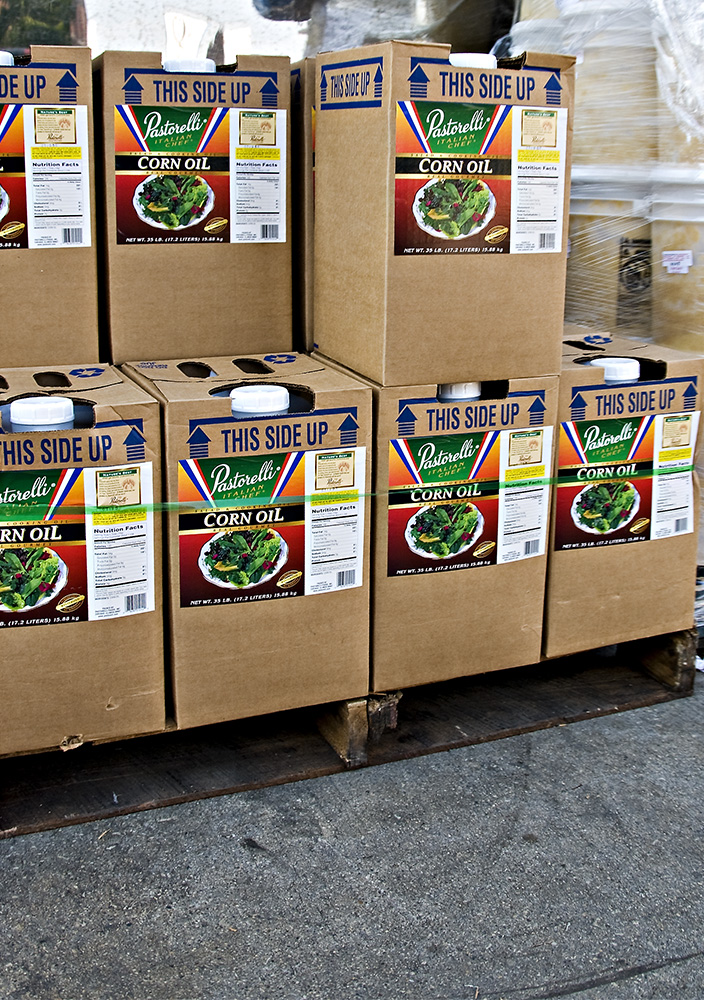
Oli de blat de moro envasat

Oli de blat de moro, oli de dacsa, oli de panís, o oli de moresc és un oli extret del germen del blat de moro. Es fa servir per cuinar, amb un punt de fumejat alt convenient per a fregir. És un punt de partida per certes margarines. El 2,8% dels grans de blat de moro és oli.
Es fa servir molt com a biocombustible, sabó, ungüents, pintures i antioxidants, tintes, tèxtils, nitroglicerina i insecticides. De vegades es fa servir com a càrrega en preparacions farmacèutiques.
Aquest oli es va produir per primera vegada el 1898.

## Producció
Gairebé tot l'oli de blat de moro es fa per pressió i després utilitzant un dissolvent com l'hexà o isohexà. Després es refina desgomant-lo i desfosfatant-lo cosa que també el decolora, finalment es winteritza (acció del fred) cosa que fa treure-li les ceres. També se'l desodoritza per destil·lació.

## Constituents
L'oli refinat de blat de moro té un 99% de triacilglicerols, amb un 5% d'àcids grassos poliinsaturats, 30% d'àcids grassos monoinsaturats, i 15% d'àcids grassos saturats.
- Dels àcids grassos saturats, el 80% són àcid palmític, 14% àcid esteàric, i 3% àcid araquídic.
- Més del 99% dels àcids grassos monoinsaturats són àcid oleic (C18:1 c)
- El 98% dels àcids grassos polinsaturats són omega-6 àcid linoleic (C18:2 n-6 c,c) amb el 2% restant essent omega-3 àcid alfalinolènic (C18:3 n-3 c,c,c).

## Efectes negatius per la salut
Alguns estudis mèdics suggereixen que nivells excessius d'àcids grassos omega-6 en relació amb els omega-3 poden incrementar la possibilitat de malalties com la depressió.